# André Favory
André Favory, né le 29 mars 1889 à Paris 10e et mort le 5 février 1937 à Paris 15e, est un peintre et illustrateur français. 

## Biographie

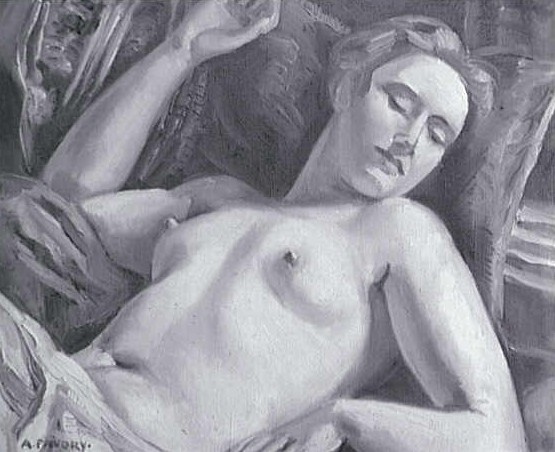
Le Repos du modèle (1924), Paris, musée national d'Art moderne.

Élève de l'Académie Julian, et fortement influencé par Paul Cézanne, Favory peint dans un style cubiste pendant les premières années de sa carrière.
En 1914, mobilisé, il part pour la Première Guerre mondiale. Lorsqu'il expose de nouveau en 1919, l'expérience des tranchées a profondément modifié sa conception de l'art. Il s'éloigne alors du mouvement cubiste, qu'il juge trop intellectuel, pour s'approcher davantage des aspects charnels de la nature et de la vie.
Il fait de fréquents voyages en Belgique pour étudier l'œuvre de Rubens, qui exerce dès lors sur lui une influence déterminante. 
Devenu un maître de la couleur et du mouvement, Favory peint désormais des paysages aux tons chauds, des nus voluptueux et des portraits féminins très sensuels. Il expose régulièrement dans les grands Salons (Salon d'automne en 1921-1923, Salon des Tuileries en 1923-1924, etc.). Pendant les années 1920, les œuvres de Favory sont exposées dans de nombreuses galeries à Paris et à Bruxelles, ainsi qu'à Londres, Amsterdam, New York et Tokyo. Pour des critiques aussi influents que Louis Vauxcelles, il est un artiste majeur de sa génération. 
Il mène parallèlement une activité d'illustrateur, pour des ouvrages tels que Les Poèmes de l'humour triste de Jules Supervielle (1919), une réédition de L'Éducation sentimentale de Gustave Flaubert (1924), Ouvert la nuit de Paul Morand (1924), Le Jeu de la “Madame Malade” de Maurice Beaubourg (1926), ou encore Drogues et peintures, album d'art contemporain de François Quelvée (non daté).
Atteint d'une maladie grave et invalidante, il doit cesser de peindre au début des années 1930, et meurt en 1937.

## Expositions
- Yves Alix, René Durey, André Favory, Wilhelm Gimmi, Marcel Roche et Henry de Waroquier, Galerie Marcel Bernheim, 1923.

## Œuvres dans les collections publiques
- En France
  - Plusieurs de ses œuvres, dont Le Repos du modèle (1924), sont conservées à Paris au musée national d'art moderne.
- En Suisse
  - Genève, Petit Palais : Les Baigneuses.

## Galerie

Œuvres non localisées attribuées à André Favory
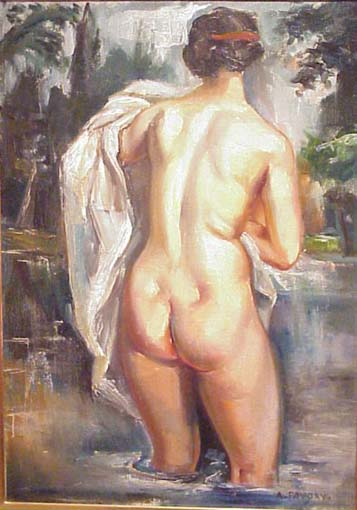
Nu au bain (1923).
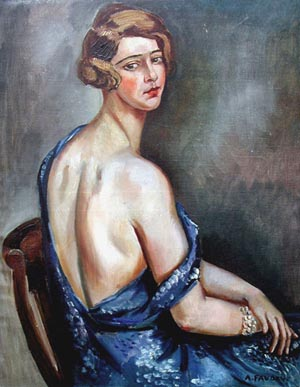
Portrait d'une élégante (1925).
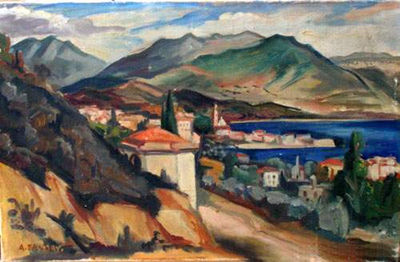
Paysage méditerranéen (1925).
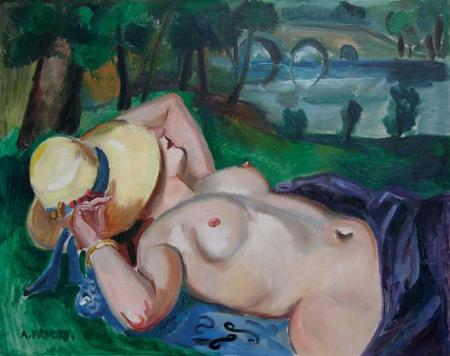
Au bord du Lac (1930).

## Élèves
- Marcel Chassard.
- Francis Harburger